# Ivan Satrapa
Ivan Satrapa (n. 13 iulie 1946, Praga, Cehoslovacia) este un handbalist ce a reprezentat Cehoslovacia, medaliat olimpic. A participat la 2 ediții ale Jocurilor Olimpice (1972, 1976) în care a câștigat o medalie de argint.